# 佐竹永湖
佐竹 永湖（さたけ えいこ、天保 6年12月（1835年) - 明治42年（1909年）7月23日）は幕末から明治期の画家。佐竹永海の養嗣子。
旧姓加藤。名ははじめ金太郎のち子璋。永湖は号、別号に泰峩（峨）・巍々堂・九成堂など。江戸の生まれ。

## 略歴
江戸三田の金方・加藤金之助の息子として生まれる。11歳のとき鳥取藩の沖一峨に師事し、土佐派・狩野派を習得し、泰峨と号した。安政4年（1857年）以前に、兄弟弟子の松本楓湖と共に佐竹永海の門に移る。永湖の号は、ある時井伊候の御前で揮毫した際、永海の「永」と井伊家の知行地にある琵琶湖の「湖」を取って永湖としたという。後に永海はその画力を認め長女の婿とした。永湖は義父であり師である永海の下で谷文晁系正統の南北合流の画法を修めた。
維新後、一時生活難となり地方に遊歴したが、東京に戻ると第一、二回内国絵画共進会で銅印、第三回内国勧業博覧会で《魚藍観音》なで妙技二等賞を得て名声が高まった。日本美術協会を中心に活躍、宮内省の御用絵師となり内外の賓客の御前で揮毫する栄誉に浴した。日本画会の審査員をつとめ晩年は画壇の長老として敬われた。急性脳充血により死去、享年74。谷中霊園に墓がある。
佐竹永稜を娘婿として後継とした。弟子に福田浩湖、山川永雅、織田旦斎・堆朱楊成（20代）などがいる。

## 作品
| 作品名                   | 技法         | 形状・員数 | 寸法（縦x横cm）   | 所有者                   | 年代               | 款記・印章                                            | 備考 |
| ------------------------ | ------------ | ---------- | ----------------- | ------------------------ | ------------------ | ----------------------------------------------------- | --- |
| 雲中西王母図             |              |            |                   |                          |                    |                                                       | |
| 獅子に牡丹図             | 板地著色     | 杉戸4面    | 196.9x358         | 松戸神社神楽殿           | 1888年（明治21年） | 裏面に「皇和明治二十一年載在戊子九月」                | 神楽殿天井画全36面のうち錦谿と共に半分ずつ手がけている。                                                             |
| 涅槃図                   |              |            |                   | 妙覚寺（秋田市旭北寺町） | 1898年（明治31年） |                                                       | |
| 江戸城年始登城風景図屏風 | 紙本著色     | 六曲一双   | 155.5x352.2（各） | 江戸東京博物館           | 1898年（明治31年） |                                                       | 永湖は東京の豪商からの依頼で江戸登城屏風十双を作成したと伝えられており、本図も江戸回顧を目的で作成されたと見られる。 |
| 長生殿之図・不老門之図   |              |            |                   | 徳川美術館               | 1900年（明治33年） |                                                       | |
| 大林悟由像               | 絹本著色     | 1幅        |                   | 永平寺                   | 明治時代           | 款記「永湖謹寫」 「佐竹氏」白文方印・「永湖」朱文方印 | 1994年に栴崖奕保追賛                                                                                                 |
| 酒呑童子図屏風           | 紙本金地著色 | 六曲一双   |                   | 個人（鎌倉国宝館寄託）   |                    |                                                       | |
| 不動明王                 | 絹本著色     | 1幅        |                   | 個人                     | 明治時代           | 永湖謹寫                                              | |

## 脚註
1. ↑  永海の15人目の妻に生まれた娘
2. ↑  福井県立美術館編集・発行 『永平寺所蔵絵画調査報告書』 2004年3月、p.10。